# Национален отбор по футбол на Туркменистан
Националният отбор на Туркменистан по футбол представя страната на международни срещи. Контролира се от Футболната асоциация на Туркменистан. Член е на ФИФА.